# قرنبى سكوبولي
قرنبى سكوبولي (الاسم العلمي:Cerambyx scopolii) هو نوع من الحشرات يتبع جنس القرنبى من فصيلة الخنافس الطويلة القرون.